# 趙植
莘王趙植（1108年—1148年），宋朝宗室。 
宋朝第八代皇帝宋徽宗赵佶的第十二子，生母懿肅貴妃，大觀二年（1108年）六月出生，九月賜名趙植，授定武軍節度使、檢校太尉，封吳國公。政和三年（1113年）正月，正三公官名，改授檢校太保。宣和四年（1122年）二月，改安遠軍節度使，加開府儀同三司，進封信都郡王。十二月，改寧江軍，進封莘王。靖康之變時与皇族都被俘虜到金國。赵植于1131年十一月五国城生下儿子赵成定。1132年，其弟趙㮙、妹夫刘文彦诬告宋徽宗谋反金朝，宋徽宗命趙植和驸马蔡鞗等与之争辩，最终驳倒对方，趙㮙、刘文彦被诛杀。

## 妻妾
1. 王妃严善，靖康之变被俘，入洗衣院，后被放出，去向及结局不详。
2. 郡君褚红云，靖康之变被俘，归金将完颜阿懒为妾。